# Pokolj u Lužanima
Pokolj u Lužanima bio je ratni zločin koji su počinile bošnjačko-muslimanske snage nad Hrvatima tijekom agresije na prostore Hrvata Srednje Bosne. 12. siječnja 1993. napale su hrvatsko selo Lužane kod Uskoplja. Dio šire ofanzive na Uskoplje, radi ovladavanja prometnicom koja od Tomislavgrada vodi u Srednju Bosnu. Ubili su i masakrirali više hrvatskih civila. Preživjele iz Lužana i okolnih naslja su protjerali, spalili kuće te uništili katoličko groblje i kapelicu u Lužanima koje pripadaju župi Skopaljska Gračanica.